# Paul Bunyan (Britten)
Paul Bunyan és una opereta en dos actes amb música de Benjamin Britten i llibret en anglès de W. H. Auden. Es va estrenar a la Universitat de Colúmbia el 5 de maig de 1941 amb crítiques en gran manera negatives. Britten la va revisar el 1976. La història es basa en el llenyataire nord-americà folklòric Paul Bunyan, amb la música incorporant una varietat d'estils nord-americans, incloent cançons folk, blues i himnes.

## Personatges
| Personatge                                                                       | Tessitura                                         | Repartiment de l'estrena, 5 de maig de 1941 (Director: Hugh Ross) |
| -------------------------------------------------------------------------------- | ------------------------------------------------- | ----------------------------------------------------------------- |
| La veu de Paul Bunyan                                                            | paper parlat fora d'escena per a la veu masculina | Milton Warchoff                                                   |
| Tiny, filla de Paul                                                              | soprano                                           | Helen Marshall                                                    |
| Johnny Inkslinger                                                                | tenor                                             | William Hess                                                      |
| Hot Biscuit Slim, un bon cuiner                                                  | tenor                                             | Charles Cammock                                                   |
| Narrador i baladista (en els Interludios)                                        | baríton o tenor                                   | Mordecai Bauman                                                   |
| Sam Sharkey, un mal cuiner                                                       | tenor                                             | Clifford Jackson                                                  |
| Ben Benny, un altre mal cuiner                                                   | baix                                              | Eugene Bonham                                                     |
| Hel Helson, capatàs                                                              | baríton                                           | Bliss Woodward                                                    |
| Cross Crosshaulson, un suec                                                      | baix                                              | Walter Graf                                                       |
| Jen Jenson, un suec                                                              | baix                                              | Ernest Holcombe                                                   |
| Pete Peterson, un suec                                                           | tenor                                             | Lewis Pierce                                                      |
| Andy Anderson, un suec                                                           | tenor                                             | Ben Carpens                                                       |
| Fido, un gos                                                                     | soprano                                           | Pauline Kleinhesselink                                            |
| Moppet, un gat                                                                   | mezzosoprano                                      | Harriet Greene                                                    |
| Poppet, un gat                                                                   | mezzosoprano                                      | Augusta Dorn                                                      |
| Noi de la Western Union                                                          | tenor                                             | Henry Bauman                                                      |
| John Shears, un granger                                                          | baríton                                           | Leonard Stocker                                                   |
| Quartet dels derrotats (Blues)                                                   | contralto, tenor, baríton, baix                   | Adelaide Van Way, Ben Carpens,Ernest Holcombe, Eugene Bonham      |
| Quatre amigotes de Hel Helson                                                    | quatre barítons                                   |                                                                   |
| Heron, Moon, Wind, Beetle, Squirrel                                              | papers parlats                                    |                                                                   |
| llenyataires, grangers, dones de la frontera, animals, arbres i oques silvestres |                                                   |                                                                   |

## Enregistraments
| Any  | Repartiment (Narrador, Paul Bunyan, Johnny Inkslinger, Tiny, Slim)                  | Director,Teatre d'òpera i orquestra                                   | Segell discogràfic                   |
| ---- | ----------------------------------------------------------------------------------- | --------------------------------------------------------------------- | ------------------------------------ |
| 1976 | Russell Smythe, Paul Maxwell, Neil Jenkins, Iris Saunders, Philip Doghan            | Bedford Steuart Orquestra i cor English Music Theatre                 | Open Reel Tapi - mr. tapi 2858       |
| 1987 | Pop Wagner, James Lawless, Dan Dressen, Elisabeth Comeaux Nelson, Clifton Ware      | Philip Brunelle Orquestfra i cor Plymouth Music Series                | CD: Virgin Classics Cat: VC7 90710-2 |
| 1999 | Peter Coleman-Wright, Kenneth Cranham, Kurt Streit, Susan Gritton, Timothy Robinson | Richard Hickox Orquestra i cor de la Royal Opera House, Covent Garden | CD: Chandos Records Cat: CHAN 781    |